# La vida con un idiota
La vida con un idiota (en ruso, Жизнь с идиотом) es una ópera con música de Alfred Schnittke y libreto en ruso de Viktor Erofeyev. Se trata de una alegoría de la opresión soviética. Se estrenó en Het Muziektheater, Ámsterdam, el 13 de abril de 1992. 

## Personajes
| Personaje     | Tesitura  | Reparto del estreno Director: Mstislav Rostropovich |
| ------------- | --------- | --------------------------------------------------- |
| Yo            | barítonos | Dale Duesing/Romain Bischoff                        |
| Esposa        | soprano   | Teresa Ringholz                                     |
| Vova          | tenor     | Howard Haskin                                       |
| Guardia       | bajo      | Leonid Zimnenko                                     |
| Marcel Proust | barítono  | Robbin Leggate                                      |
|               |           |                                                     |